# Duomo (Rovato)
Duomo è un centro abitato d'Italia, frazione del comune di Rovato.
Al censimento del 21 ottobre 2024 il Duomo contava 1500 abitanti.

## Geografia fisica

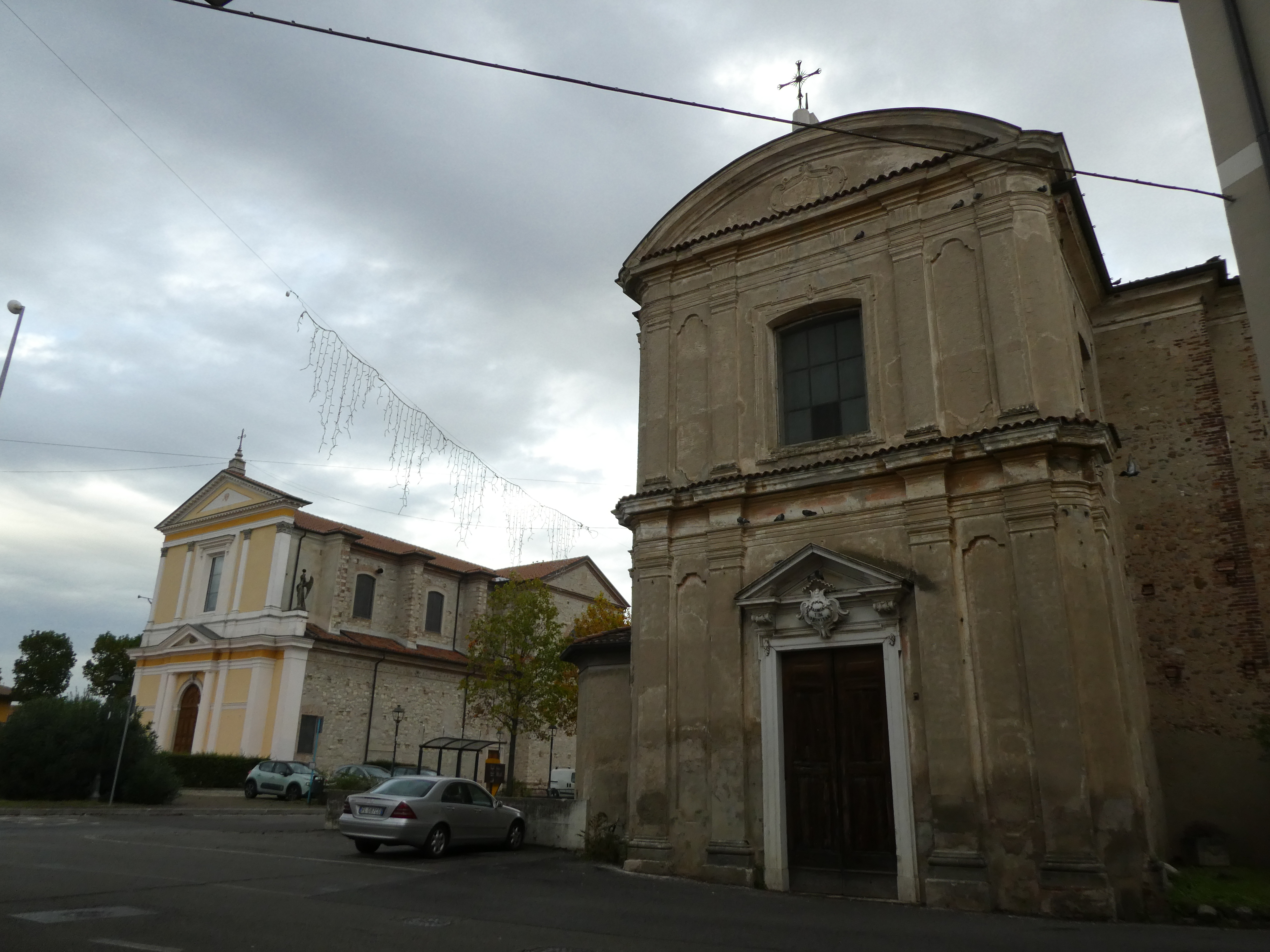
La chiesa della Santissima Trinità in primo piano, e la chiesa del Sacro Cuore di Gesù in secondo piano

La località è sita a 143 metri sul livello del mare.

## Infrastrutture e trasporti

### Ferrovie
Dal 1932 al 1956 la località di Duomo fu servita da una fermata della ferrovia Cremona-Iseo, esercita dalla Società Nazionale Ferrovie e Tramvie.